# 체적변동기록기

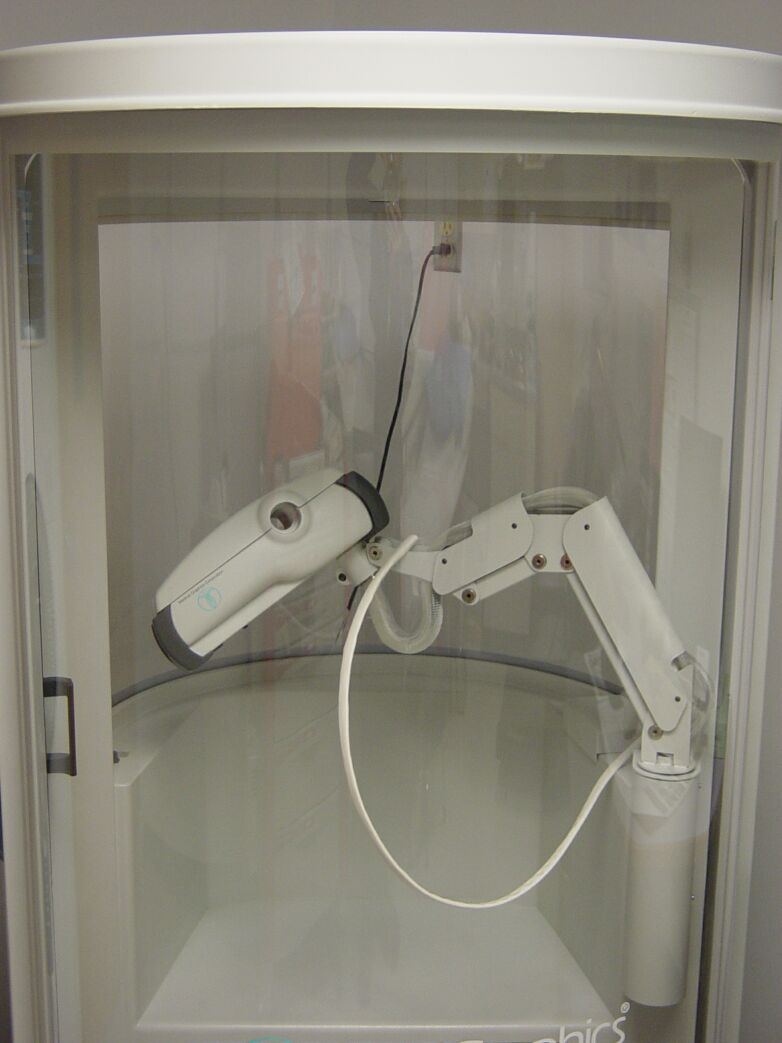

체적변동기록기(體積變動記錄機, plethysmograph)는 인체가 차지하는 부피, 인체 안을 흐르는 혈액량이나 폐의 부피 따위를 측정하는 계측기이다.
혈량을 측정하는 기계는 혈량측정기(血量測定器, plethysmograph)라고 부른다.
plethysmography는 체적변동기록, 혈량측정, 체적변동기록법, 혈량측정법을 의미한다.

## 같이 보기
- 기능잔기용량(functional residual capacity)
- 광혈량측정
- 폐활량계